# Bani (Burkina Faso)
Bani è un dipartimento del Burkina Faso e anche un comune, il capoluogo del dipartimento, situato nella provincia di Séno, facente parte della Regione del Sahel.

## Dipartimento
Il dipartimento si compone del capoluogo e di altri 55 villaggi: Adoudié, Alalel, Amsia, Babirka-Mango, Babirka-Ouro-Demoa, Babirka-Ouro-Esso, Babirka-Ouro-Sory, Babirka-Tangassouka, Bamguel, Bamloye, Bayeldiaga, Binderé, Bomboel, Bouna, Bouo, Dalinga, Debere-Diouldé, Dianalaye, Diatou, Diouga, Fidialaré, Gangaol, Gassel, Gorouel-Kadje, Gorouol-Kolle, Goundere, Guidere, Kallo, Karegoussi, Karga, Lamdamaol, Lerel, Loutougou, Modjouma, Monga, Ourfare-Djouma, Ouro-Belco, Ouro-Hoyendé, Ouro-Sambo, Ouro-Tiaguel, Pagalaga, Petareobe, Seno-Sofare, Solsala, Tchelel, Terbiel, Tiabia, Tialel, Tialol-Tiope, Tibilindi, Tiguibamloye, Tiombiel, Windé-Daké, Windé-Djibairou e Windé-Gnebe.

## Commune
Il commune di Bani è circondato da 14 colline che ospitano 7 moschee costruite interamente di fango.

Un ragazzo davanti a tre moschee di Bani in lontananza, 1983
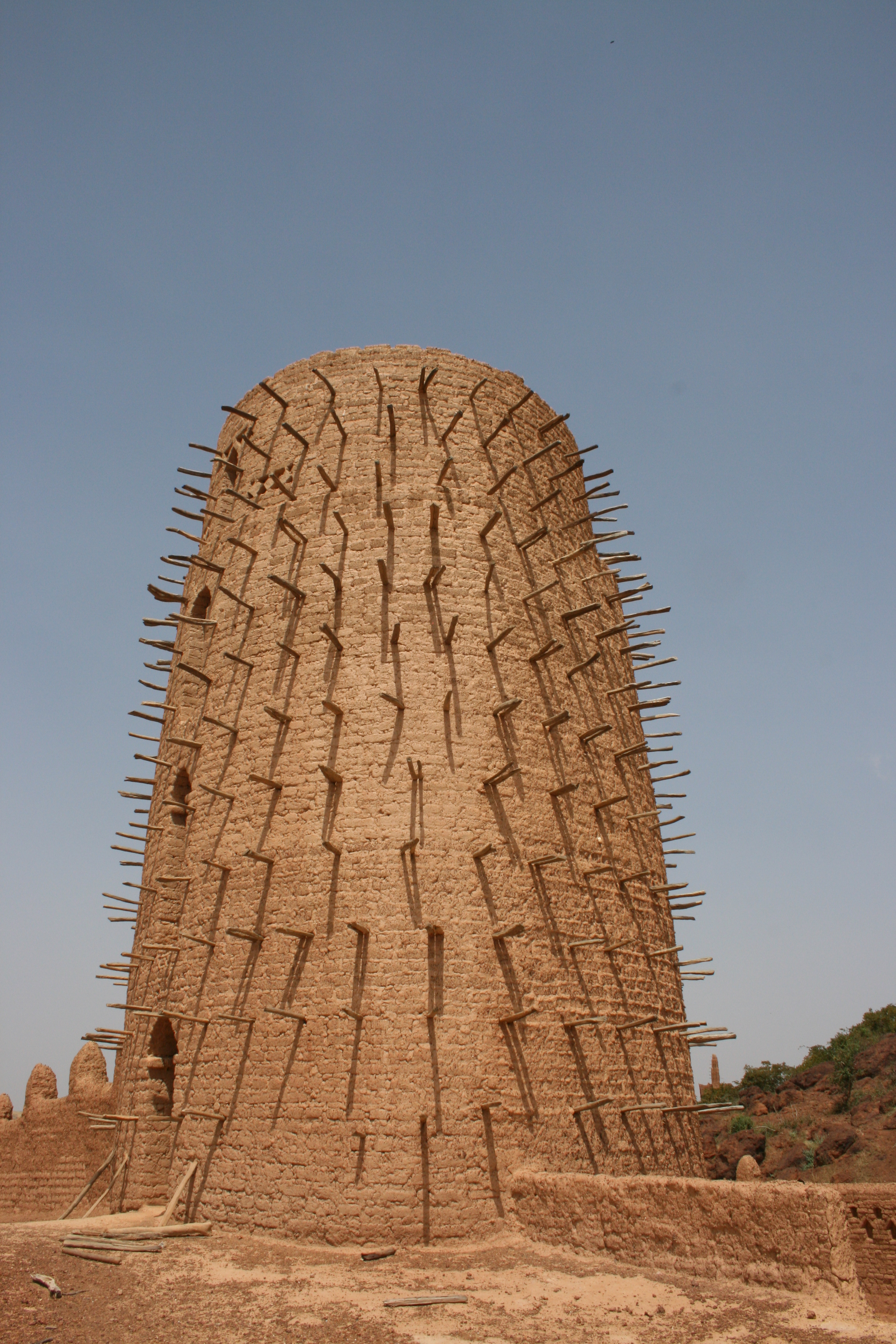
Minareto con bastoni lignei orizzontali sporgenti della moschea di Bani, Burkina Faso, 2007
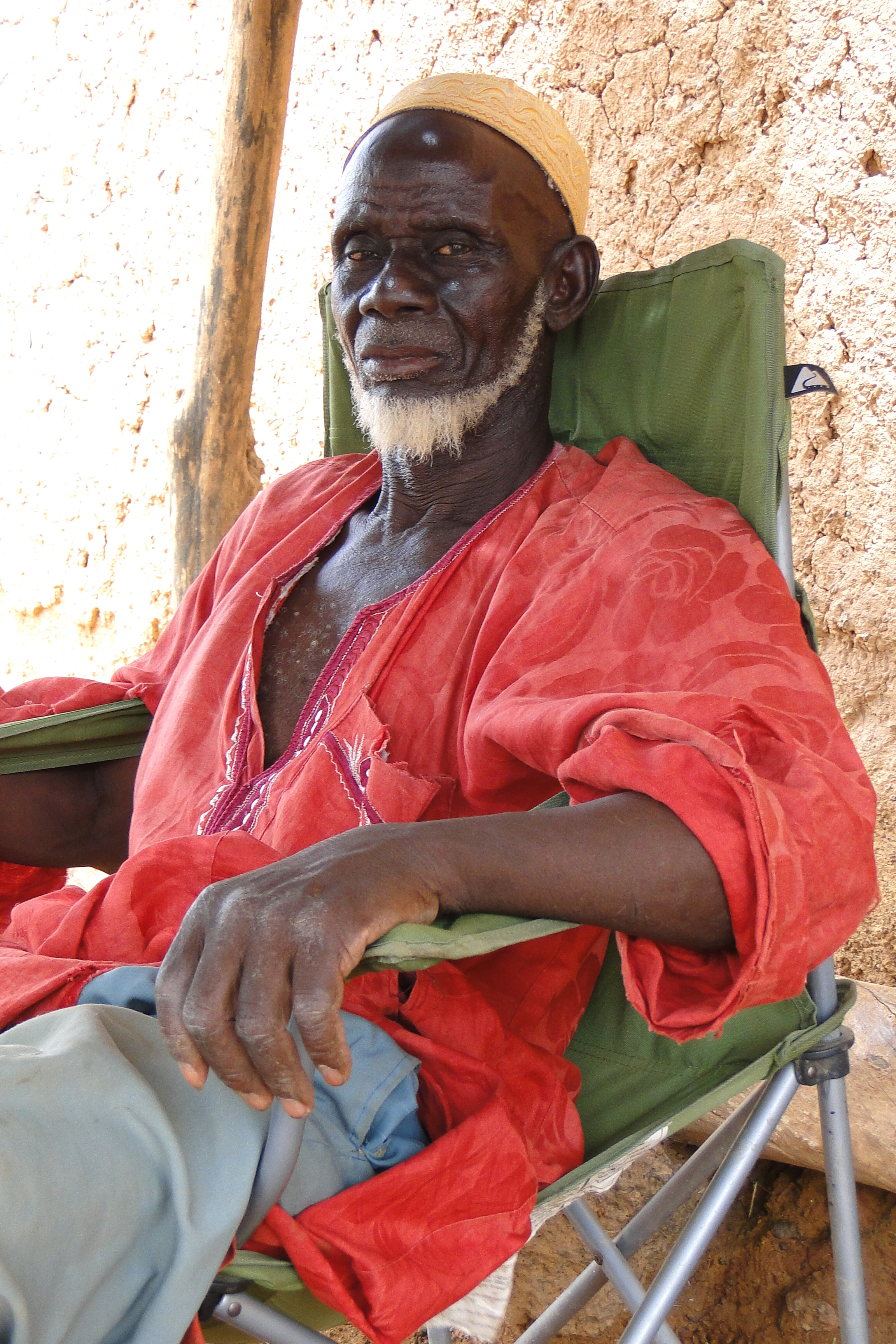
Anziano del villaggio di Bani, 2010
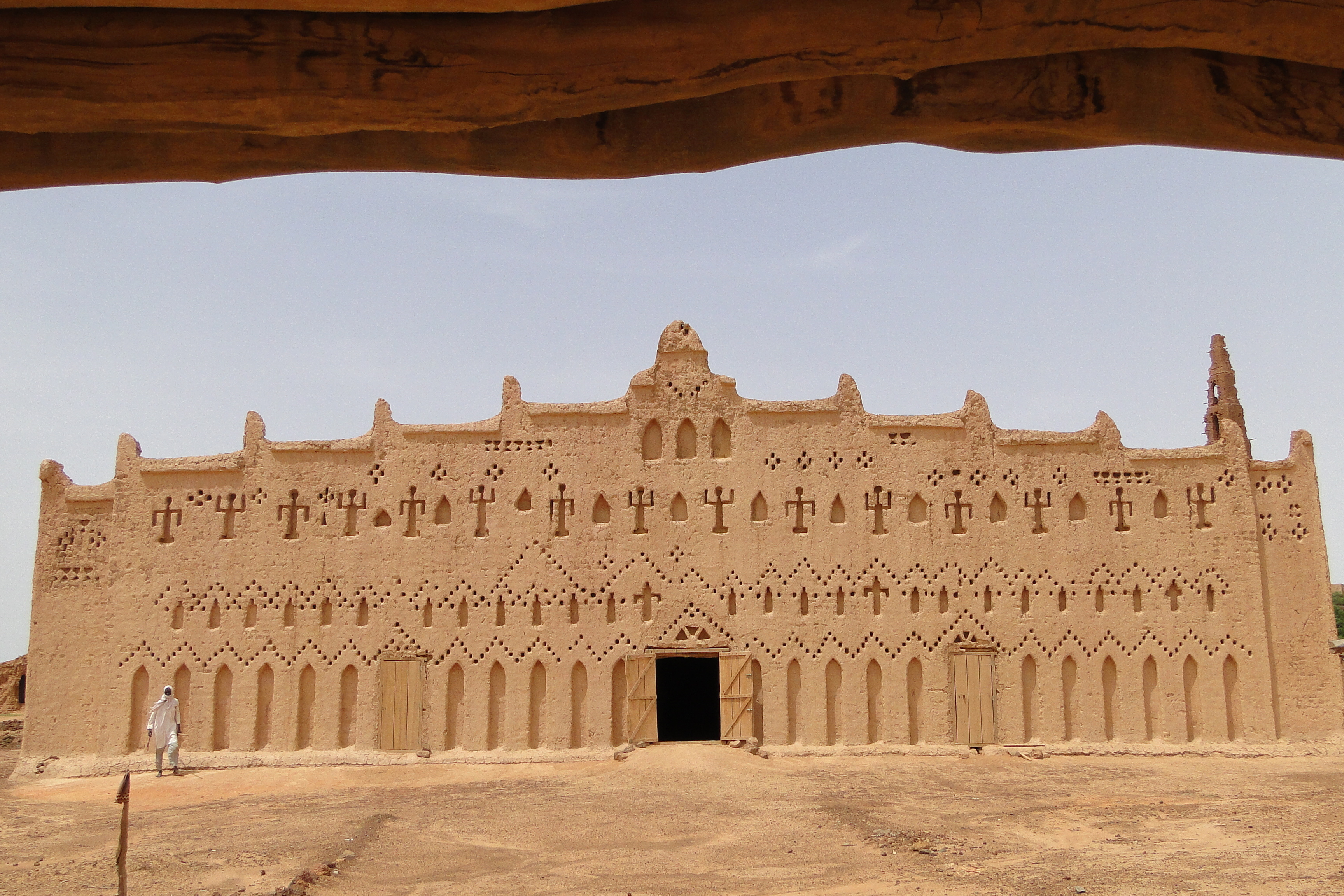
Moschea di fango di Bani, 2010
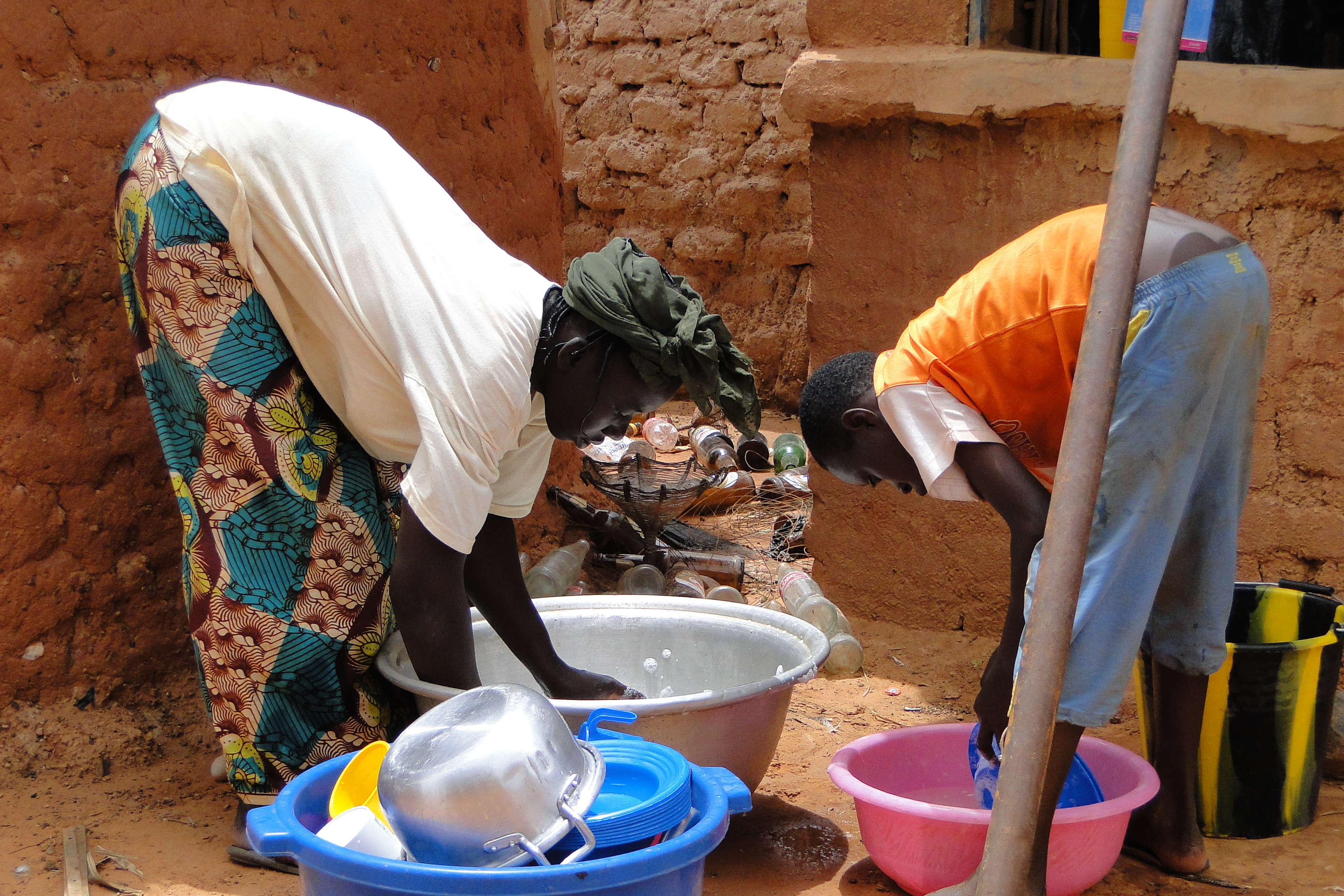
Due donne lavano i piatti all'hotel Nomad, Bani, 2010
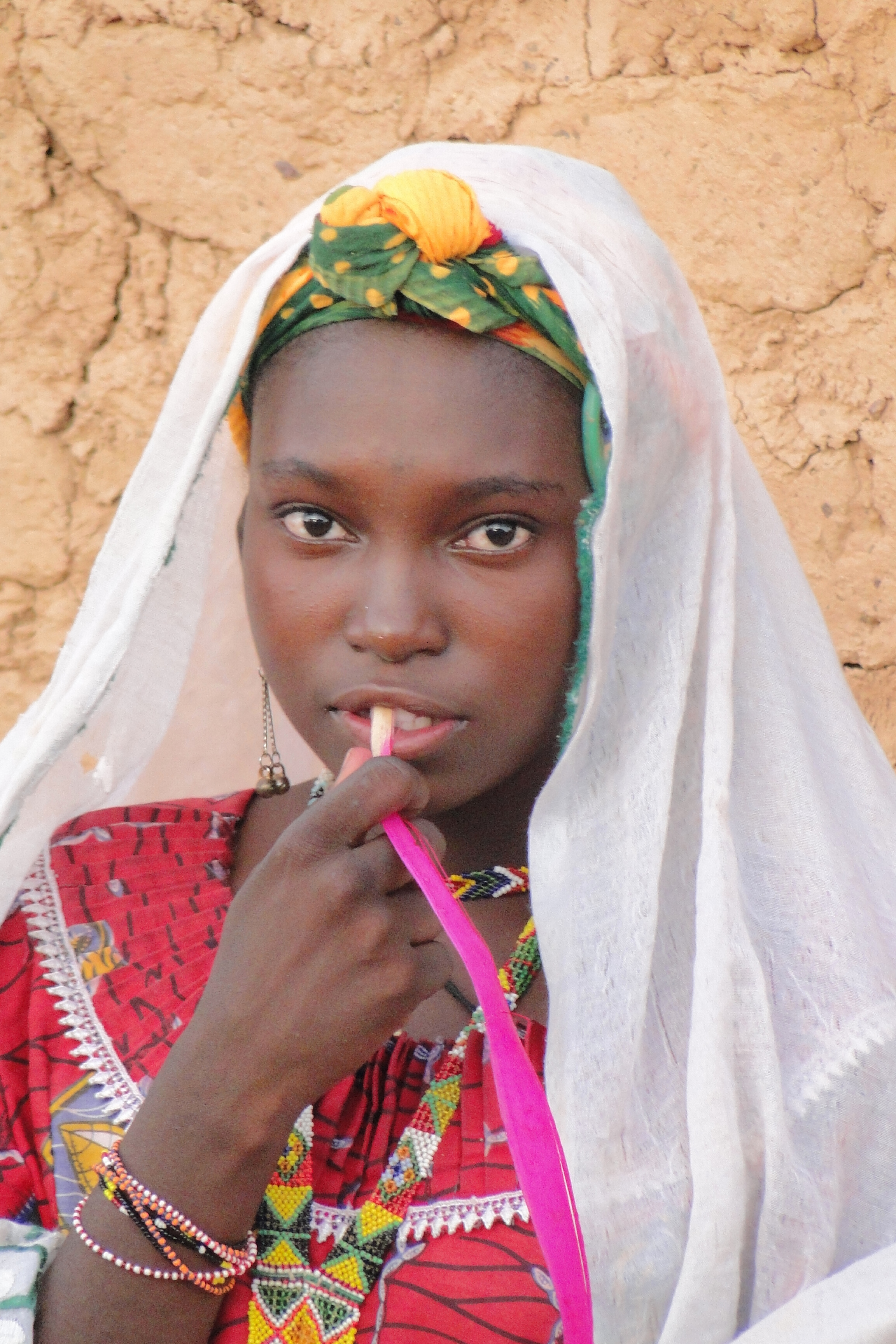
Ragazza in abito tradizionale, Bani, 2010